# Hôtel Pascal
L'Hôtel Pascal est un ancien hôtel situé au 52 rue Paradis, dans le 1er arrondissement de Marseille, en France.

## Historique
Ce bâtiment à l'architecture Louis XV construit de 1728 à 1737 par Alexandre Louit ou Louët, commissaire principal à l’arsenal des galères. On lui attribue la "plus belle façade Louis XV de Marseille". 
Il appartiendra par la suite à Jean-Arsène Séjourné (né à Paris en 1738), négociant, banquier, fabricant de savon et armateur, président de la Chambre de commerce de Marseille. Sa fille épousa le banquier Pierre Pascal, qui en devient propriétaire, d’où son nom d’hôtel Pascal. Le bâtiment accueille désormais un magasin.
Les façades et les toitures font l’objet d’une inscription au titre des monuments historiques depuis le 3 mars 1949.